# Gould-Lappenfledermaus
Die Gould-Lappenfledermaus (Chalinolobus gouldii) ist eine Fledermausart aus der Familie der Glattnasen (Vespertilionidae), welche in Australien beheimatet ist. 
Der griechische Gattungsname Chalinolobus bezieht sich auf die typischen Hautlappen an den Mundwinkeln dieser Gattung, während der Artname gouldii dem englischen Naturforscher John Gould gewidmet ist.

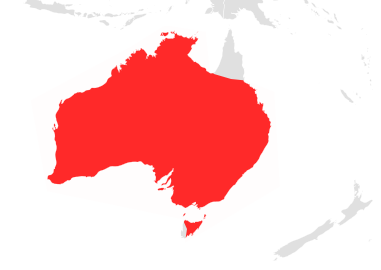
Verbreitungsgebiet von Chalinolobus gouldii

## Beschreibung
Die Gould-Lappenfledermaus ist mit einer Kopf-Rumpf-Länge von 65–75 mm und einem durchschnittlichen Gewicht von 14 g die größte Art ihrer Gattung. Bei manchen Populationen sind die Weibchen schwerer als die Männchen. Generell ändert sich das Gewicht im Jahresverlauf: Im Spätsommer nimmt es ab, während es Ende Herbst wieder zunimmt und im Winter am höchsten ist. 
Die Flügelspannweite beträgt etwa 30 cm. Das Fell ist fein und seidig, auf Rücken und Abdomen ist es braun, während das an Kopf und Schultern schwarz erscheint. Andere Arten der Gattung Chalinolobus sind deutlich einfarbiger. Das Gesicht ist eher kurz und flach, mit einer breiten Schnauze. Die Nasenlöcher zeigen nach vorne. Die Ohren sind kurz und abgerundet, mit einem langen Tragus. Ihr hinterer Rand ist nach unten verlängert und bildet eine Art Warze am jeweiligen Mundwinkel. Ein zweiter Hautlappen befindet sich an der Unterlippe. Unter dem Kinn erheben sich zwei Drüsen.
Der Schwanz ist komplett in die Schwanzflughaut eingebettet und besteht aus acht Wirbeln.

## Lebensweise
Die Gould-Lappenfledermaus ist wie die meisten Fledermäuse nachtaktiv und fliegt etwa 20 Minuten nach Sonnenuntergang aus. Die Art fliegt schnell, ist dafür weniger wendig. Die Futtersuche findet in einer Höhe von maximal 20 Metern über Boden statt. Die Nahrung besteht aus Insekten, wobei Nachtfalter den größten Anteil ausmachen. Chalinolobus gouldii produziert laute, frequenz-modulierte Echoortungsrufe. Die tiefste Frequenz von 29,6 kHz befindet sich knapp über dem für Menschen hörbaren Bereich, während die höchste Frequenz bei etwa 106 kHz liegt.
Die Gould-Lappenfledermaus hält sich in verschiedenen Habitaten auf, inklusive Wälder und Buschland, sowie in Städten und Dörfern. Tagsüber hängen die Tiere hauptsächlich in hohlen Ästen des Roten Eukalyptus (Eucalyptus camaldulensis), unter Dächern von Gebäuden, in Baumstümpfen und Vogelnestern. Die Kolonien bestehen aus etwa 30 Individuen mit einer maximalen Gruppengröße von bis zu 200 Tieren, wobei Weibchen dreimal so häufig vorkommen wie Männchen. Während Weibchen eine hohe Treue gegenüber ihrer Kolonie zeigen, wurden Männchen nie länger als ein Jahr in derselben Gruppe beobachtet. Winterschlaf wird nur in kälteren Regionen gehalten, während die Tiere in wärmeren Gegenden das ganze Jahr hindurch aktiv sind. 
Nebst Echoortungsrufen produziert die Gould-Lappenfledermaus während des Flugs Zwitscherlaute und verschiedene Sozialrufe wenn sie sich in der Kolonie befindet. Fühlt sich die Art bedroht, so lässt sie einen hohen, lauten Brummton hören.

## Fortpflanzung
Die Paarungszeit liegt zwischen Mai und August. Die Weibchen können Spermien bis zu 33 Tage im Geschlechtstrakt lagern. Die Tragezeit beträgt etwa 3 Monate. Trächtige Weibchen sind in Victoria, einer Gegend mit mediterranem Klima, während September und Oktober beobachtet worden. Es werden meistens Zwillinge geboren, und neugeborene Jungtiere findet man im November und Dezember. Die Jungen werden nackt geboren, entwickeln jedoch bereits im Alter von einer Woche ein glattes, gräuliches Fell. Nach einem Monat sehen die Jungtiere den ausgewachsenen Tieren bereits sehr ähnlich. Das volle Gewicht erreichen die Tiere nach 2–3 Monaten. 
Die Jungen bleiben bis zu einem Jahr in der Kolonie der Mutter.

## Verbreitung und Lebensraum
Die Verbreitung der Gould-Lappenfledermaus erstreckt sich über ganz Australien mit Ausnahme der Kap-York-Halbinsel und wahrscheinlich der Nullarbor-Wüste. Sie kommt zudem in Tasmanien, auf Neu-Kaledonien und auf der Norfolkinsel vor.
Ihr Bestand wird von der IUCN dank der weiten Verbreitung, des Vorkommens in einer Vielzahl von Habitaten und der relativen Toleranz gegenüber Störungen als stabil und ungefährdet eingestuft.